# Bulbophyllum sphaericum
Bulbophyllum sphaericum là một loài phong lan thuộc chi Bulbophyllum.